# Karl Regelmann
Karl Regelmann (* 9. November 1873 in Stuttgart; † 4. Februar 1954 in Herrenberg) war ein deutscher Geologe.

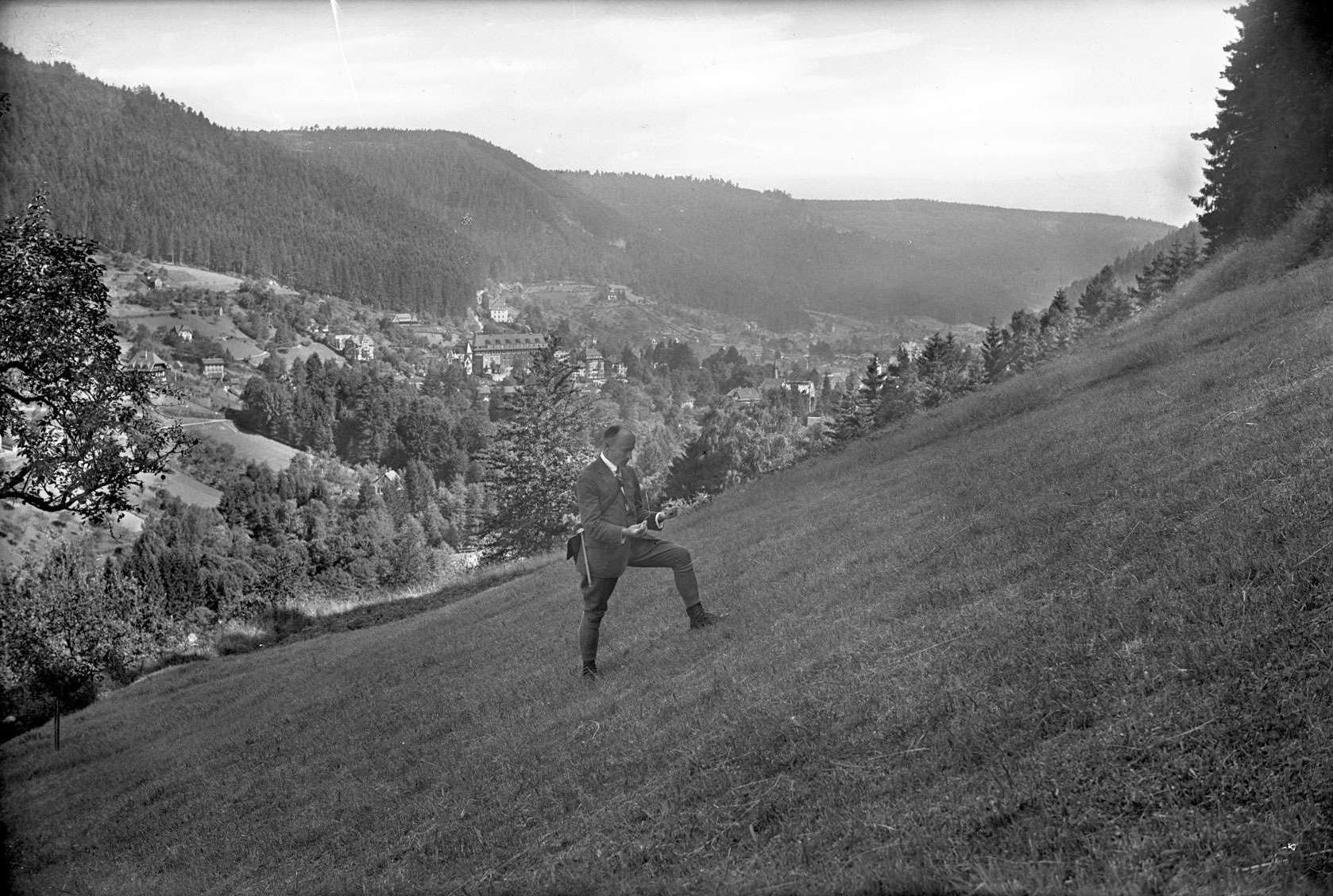

Regelmann war Sohn des Topographen Christian Regelmann.
Er  studierte zuerst Pharmazie, anschließend Geologie in Stuttgart, Berlin u. Heidelberg. 1898 wurde er Assistent am Mineralogisch-Geologischen Institut der Universität Heidelberg, wo er 1903 promoviert wurde.
Ab 1900 war er in der Badischen Geologischen Landesanstalt als Badischer Landesgeologe tätig. Von 1902 an hatte er eine Stellvertretung am Lehrstuhl für Geologie an der Niederländischen Reichsuniversität Utrecht inne. 1903 wurde er württembergischer Landesgeologe. Seine Hauptaufgabe war die Erstellung geologischer Kartenwerke. Er ging 1938 in den Ruhestand.

## Werke
- Trigonometrische und barometrische Höhenbestimmungen in Württemberg. Donaukreis: Heft 3. Oberamtsbezirk Ehingen. Statistisches Landesamt, Stuttgart 1892.
- Geologische Untersuchung der Quellgebiete von Acher und Murg im nördlichen Schwarzwald. Inaugural-Dissertation, Heidelberg 1903
  - Erschienen auch in: Neues Jahrbuch für Mineralogie, Geologie and Paläontologie, Jahrgang 1904, Band 1, S. 253–358 Digitalisat.
- Erdbebenherde und Herdlinien in Südwestdeutschland: Ermittelt und erläutert. 1907.
  - Nachdruck Wentworth Press, 2018: ISBN 978-0-270-13698-2.
- Erläuterungen zur Geologischen Spezialkarte von Württemberg – Blatt Enzklösterle (Nr. 78). (= Blatt Forbach des Badischen Kartenwerks). G. Rieder, Stuttgart 1934.
- Erläuterungen zur Geologischen Spezialkarte von Württemberg – Blatt Baiersbronn (Nr. 92). (Hg. vom Württ. Statistischen Landesamt), (Neubearbeitung: Manfred Bräuhäuser), Klett, Stuttgart 1935.
- Erläuterungen zur Geologischen Spezialkarte von Württemberg – Blatt Enzklösterle (Nr. 78). (= Blatt Forbach des Badischen Kartenwerks). G. Rieder, Stuttgart, 1934.
- Geologische Karte von Baden Württemberg, 1:25000 , Erläuterungen zu Blatt 7316 Forbach. Stuttgart 1973.